# Альб'яте
Альб'яте (італ. Albiate, п'єм. Albiate) — муніципалітет в Італії, у регіоні Ломбардія, провінція Монца і Бріанца.
Альб'яте розташований на відстані близько 500 км на північний захід від Рима, 23 км на північ від Мілана, 10 км на північ від Монци.
Населення — 6298 осіб (2014).

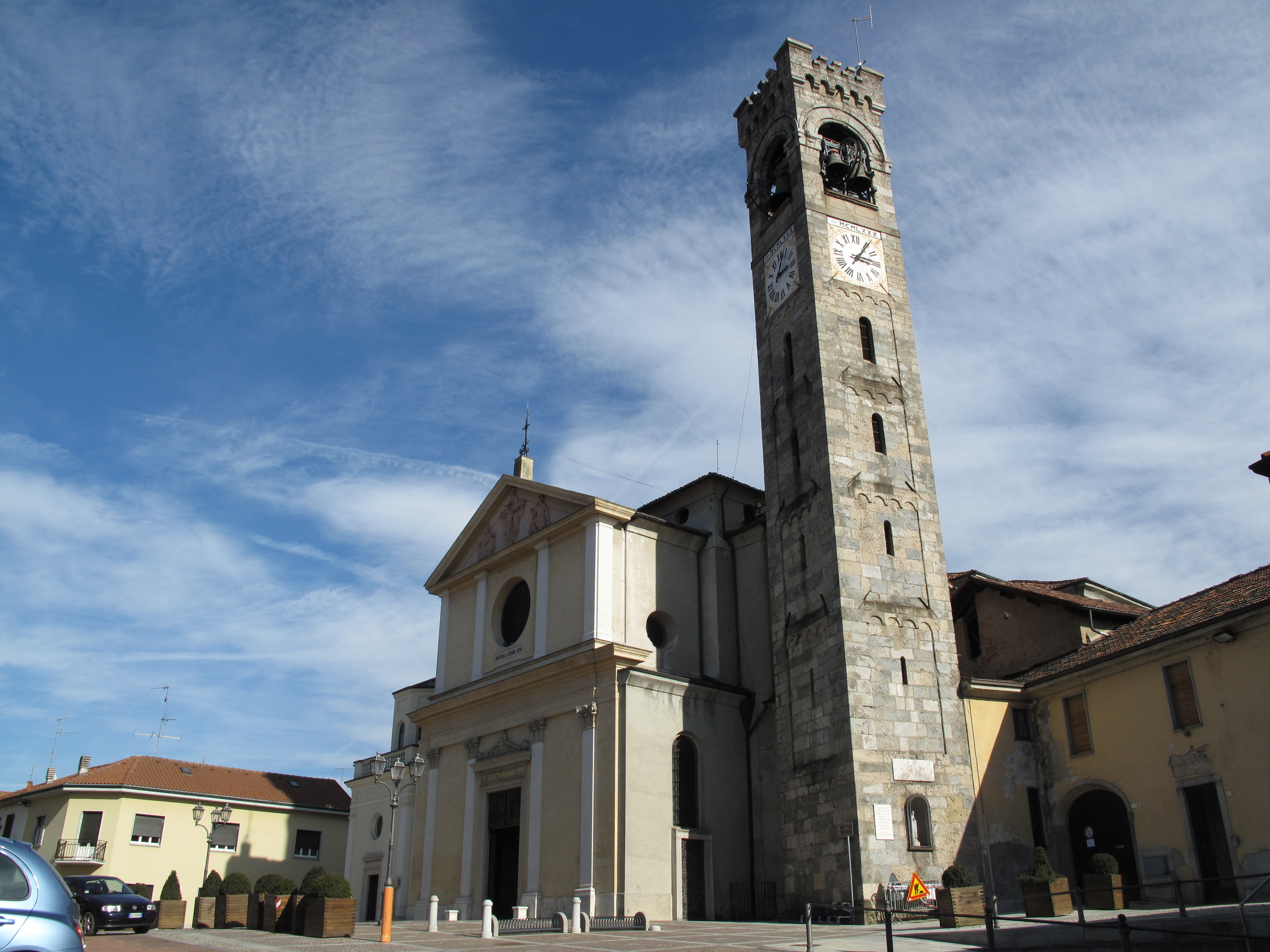

Щорічний фестиваль відбувається 9 серпня. Покровитель — San Fermo.

## Демографія
Населення за роками:

Станом на 1 січня 2023 року в муніципалітеті офіційно проживав 671 іноземець з 53 країн, серед них 171 громадянин країн Євросоюзу та 65 громадян України.

## Уродженці
- Ріно Ферраріо (*1926) — відомий у минулому італійський футболіст, .

## Сусідні муніципалітети
- Карате-Бріанца
- Ліссоне
- Сереньо
- Совіко
- Тріуджо